# Кральова-над-Вагом
Кральова-над-Вагом (словац. Kráľová nad Váhom) — село, громада округу Шаля, Нітранський край. Кадастрова площа громади — 9.51 км².
Населення 1803 особи (станом на 31 грудня 2019 року).

## Історія
Кральова-над-Вагом згадується 1237 року.

## Населення
| Рік:            | 1994. | 2004.   | 2014.   | 2024.   |
| --------------- | ----- | ------- | ------- | ------- |
| Кількість осіб: | 1498  | 1574    | 1724    | 1857    |
| Різниця:        |       | +5,07 % | +9,52 % | +7,71 % |

| Рік:            | 2023. | 2024.   |
| --------------- | ----- | ------- |
| Кількість осіб: | 1863  | 1857    |
| Різниця:        |       | -0,32 % |